# Daniel Schwaab
Daniel Schwaab (Waldkirch, 23 agosto 1988) è un ex calciatore tedesco, di ruolo difensore.

## Carriera

### Club
L'8 maggio 2013 ha sottoscritto un contratto triennale con lo Stoccarda, valido dal 1º luglio 2013.
Dal 2016 il giocatore passa in Eredivisie, vestendo la maglia del PSV.

### Nazionale
È stato tra i giocatori della Nazionale tedesca Under-21 che nel 2009 in Svezia ha vinto il Campionato europeo di categoria.

## Statistiche

### Presenze e reti nei club
Statistiche aggiornate al 27 maggio 2016.
| Stagione                | Squadra                 | Campionato              | Campionato | Campionato | Coppe nazionali | Coppe nazionali | Coppe nazionali | Coppe continentali | Coppe continentali | Coppe continentali | Altre coppe | Altre coppe | Altre coppe | Totale | Totale |
| Stagione                | Squadra                 | Comp                    | Pres       | Reti       | Comp            | Pres            | Reti            | Comp               | Pres               | Reti               | Comp        | Pres        | Reti        | Pres   | Reti   |
| ----------------------- | ----------------------- | ----------------------- | ---------- | ---------- | --------------- | --------------- | --------------- | ------------------ | ------------------ | ------------------ | ----------- | ----------- | ----------- | ------ | ------ |
| 2006-2007               | Friburgo                | 2L                      | 27         | 0          | CG              | 2               | 0               | -                  | -                  | -                  | -           | -           | -           | 29     | 0      |
| 2007-2008               | Friburgo                | 2L                      | 31         | 0          | CG              | 2               | 0               | -                  | -                  | -                  | -           | -           | -           | 33     | 0      |
| 2008-2009               | Friburgo                | 2L                      | 33         | 5          | CG              | 2               | 1               | -                  | -                  | -                  | -           | -           | -           | 35     | 6      |
| Totale Friburgo         | Totale Friburgo         | Totale Friburgo         | 91         | 5          |                 | 6               | 1               |                    |                    |                    |             | -           | -           | 97     | 6      |
| 2009-2010               | Bayer Leverkusen        | BL                      | 27         | 0          | CG              | 2               | 0               | -                  | -                  | -                  | -           | -           | -           | 29     | 0      |
| 2010-2011               | Bayer Leverkusen        | BL                      | 30         | 0          | CG              | 2               | 2               | UEL                | 8                  | 2                  | -           | -           | -           | 40     | 4      |
| 2011-2012               | Bayer Leverkusen        | BL                      | 23         | 0          | -               | -               | -               | UCL                | 5                  | 0                  | -           | -           | -           | 28     | 0      |
| 2012-2013               | Bayer Leverkusen        | BL                      | 16         | 0          | CG              | 2               | 0               | UEL                | 4                  | 0                  | -           | -           | -           | 22     | 0      |
| Totale Bayer Leverkusen | Totale Bayer Leverkusen | Totale Bayer Leverkusen | 96         | 0          |                 | 6               | 2               |                    | 17                 | 2                  |             | -           | -           | 119    | 4      |
| 2013-2014               | Stoccarda               | BL                      | 32         | 0          | CG              | 2               | 0               | UEL                | 4                  | 0                  | -           | -           | -           | 38     | 0      |
| 2014-2015               | Stoccarda               | BL                      | 31         | 1          | CG              | 1               | 0               | -                  | -                  | -                  | -           | -           | -           | 32     | 1      |
| 2015-2016               | Stoccarda               | BL                      | 29         | 0          | CG              | 3               | 0               | -                  | -                  | -                  | -           | -           | -           | 32     | 0      |
| Totale Stoccarda        | Totale Stoccarda        | Totale Stoccarda        | 92         | 1          |                 | 6               | 0               |                    | 4                  | 0                  |             |             |             | 102    | 1      |
| Totale carriera         | Totale carriera         | Totale carriera         | 279        | 6          |                 | 18              | 3               |                    | 21                 | 2                  |             |             |             | 318    | 11     |

## Palmarès

### Club

#### Competizioni nazionali
- Supercoppa dei Paesi Bassi: 1

PSV Eindhoven: 2016
- Campionato olandese: 1

PSV Eindhoven: 2017-2018
- Campionato tedesco di seconda divisione: 1

Friburgo: 2008-2009